# Dirty Workz
Dirty Workz ist ein belgisches Hardstyle-, Jumpstyle- und Happy-Hardcore-Musiklabel, das im Jahr 2006 von Koen Bauweraerts, auch bekannt als Coone, gegründet wurde.

## Geschichte
Dirty Workz ist die Heimat vieler bekannter Hardstyle-Künstler, wie Da Tweekaz, Wasted Penguinz oder Refuzion. Der Publisher des Labels ist Toffmusic BVBA, ebenfalls Belgisch. Diese veröffentlichen alle Alben der Dirty-Workz-Künstler, während sich Dirty Workz auf Singles konzentriert.

## Sublabel
Es gibt insgesamt 6 andere Labels, die zu Dirty Workz gehören. DWX Anarchy ist ein für Rawstyle-Veröffentlichungen von Upcomern, DWX Update ist ebenfalls für Upcomer aber eher Euphoric-Hardstyle. Für Jumpstyle, Hard Dance und Hard Trap ist Wolf Clan zuständig. Audiofreq hat sein eigenes Sublabel, Audiophetamine, auf dem er seine Hardcore-Veröffentlichungen macht. Der UK-Hardcore wird seit 2018 auf Electric Fox veröffentlicht. Die neuste Addition zur Dirty Workz Familie ist DWX Copyright Free, wo 1-2 mal pro Woche ein neuer Song als urheberrechtsfreier Free Download angeboten wird.

## Künstler
Dirty Workz
- Amentis
- Audiotricz
- Coone
- Crystal Lake
- Cyber
- Da Tweekaz
- Deetox
- Denza
- Dillytek
- Dr Phunk
- Dr Rude
- Ecstatic
- Firelite
- GLDY LX
- Hard Driver
- Jay Reeve
- Jesse Jax
- JNXD
- Mandy
- Pherato
- Phrantic
- Primeshock
- Psyko Punkz
- Refuzion
- Sickddellz
- Sub Sonik
- Sub Zero Project
- The Elite (Alias von Coone, Hard Driver, Da Tweekaz)
- TNT (Technoboy 'N' Tuneboy)
- Wasted Penguinz
- Zatox

 DWX Update
- Aria
- Blasco
- Forever Lost
- Heatwavez
- Horyzon
- Serzo
- Synthsoldier

 Wolf Clan
- Rize
- Talon
- Teknoclash

 Audiophetamine
- Audiofreq

 DWX Copyright Free
- Astrak
- D-Stroyer
- Exilium
- Levoút
- Luca Testa
- Nexone
- OverDrive
- RAPTVRE
- Resensed
- Rewildz
- Stereo Faces
- Subraver
- Two Minds Project
- Yuta Imai

 Electric Fox
- Jakka-B
- Mike Enemy
- Mike Reverie
- Technikore
- Tweekacore (Alias von Da Tweekaz)
- Quickdrop